# دائرة حاسي مسعود
دائرة حاسي مسعود هي إحدى دوائر ولاية ورقلة الجزائرية.